# Cezary Bierzniewski
Cezary Bierzniewski – polski gitarzysta, kompozytor.

## Kariera muzyczna
W latach 1980–1981 współpracował z Martyną Jakubowicz w jej rockowym zespole Robotnik Sezonowy, w którym był wiodącą postacią i twórcą charakterystycznego brzmienia pierwszych nagrań artystki, dokonanych w studiu Programu III PR przy ul. Myśliwieckiej w Warszawie. W marcu 1982 roku wziął udział w trasie koncertowej grupy pod roboczą nazwą „Skibiński-Winder Super Session”. Obok Leszka Windera i Ryszarda Skibińskiego, wystąpili oprócz niego m.in. gitarzyści: Andrzej Nowak i Andrzej Urny; basiści: Janusz Niekrasz, Krzysztof Ścierański i Jacek Gazda; perkusiści: Jerzy Piotrowski, Wojciech Morawski i Marek Kapłon, a także: Ireneusz Dudek, Martyna Jakubowicz i Dżem. Koncerty obejmowały teren Górnego Śląska (Katowice, Bytom, Gliwice, Jastrzębie-Zdrój). W styczniu i lutym 1983 roku gitarzysta brał udział w sesjach nagraniowych debiutanckiego albumu Martyny Jakubowicz, zatytułowanego Maquillage, wchodząc w skład grupy muzyków, a byli to: Ryszard Skibiński (harmonijka ustna), Andrzej Nowak (gitara), Marek Stefankiewicz (instrumenty klawiszowe), Janusz Niekrasz (gitara basowa) i Andrzej Ryszka (perkusja). W latach 1985–1986 był gitarzystą zespołu Samolot, którego wokalistą i współzałożycielem był Grzegorz Markowski i z którym dokonał nagrań radiowych oraz zarejestrował album pt. Kolorowy telewizor. W 1986 roku grał w heavymetalowej formacji Korpus z którą wziął udział w dwóch dużych wydarzeniach muzycznych, którymi były imprezy: „Z Potrzeby Serca” i „Koncert Czystych Serc” w warszawskiej Hali Gwardii. Współpracował również z powstałym w 2009 roku w Warszawie – country-rockowym cover bandem Strefa 50.

## Dyskografia[1][12]

### Albumy
- Maquillage (LP, Pronit M 0009, 1983)
- Total (CD, Polton CDPL-013, 1991)

### Nagrania radiowe (1985–1986)[7]
- Wynik dnia, Numer horoskopu, Mijasz mnie, Malowane dni, Czytałem w bardzo mądrych książkach, Doktora dajcie, Kolorowy telewizor

### Albumy
- Kolorowy telewizor (LP, Polskie Nagrania „Muza”, SX 2476, 1987)

### Z projektemSkibiński,WinderSuper Sessions
- Skibiński, Winder – Super Sessions (CD, Metal Mind Productions MMP CD 0438, 2006)

### Inne nagrania
- Polski top wszech czasów vol.2 (CD, Polskie Radio PR PRCD1469/72, 2011 – kompilacja)